# Cristipocregyes rondoni
Cristipocregyes rondoni là một loài bọ cánh cứng trong họ Cerambycidae.